# Walter Nowotny
Walter Nowotny (ur. 7 grudnia 1920 w Gmünd, zm. 8 listopada 1944 w Epe) – niemiecki as myśliwski z czasów II wojny światowej urodzony w Austrii. Przypisuje mu się uzyskanie 258 zwycięstw w 442 misjach bojowych. 255 z nich odniósł na froncie wschodnim, a trzy pilotując jeden z pierwszych myśliwców odrzutowych, Messerschmitta Me 262 podczas obrony Rzeszy. Większość zestrzeleń uzyskał pilotując samolot Focke-Wulf Fw 190, około 50 zaś – Messerschmitt Bf 109. Nosił przydomki: Nowi oraz Tygrys Wołchowski.
Nowotny wstąpił do NSDAP w 1938 r., a do Luftwaffe w 1939, w 1941 ukończył szkolenie dla pilotów myśliwskich, po którym przydzielono go do Jagdgeschwader 54 „Grünherz” (JG 54) na froncie wschodnim. Był pierwszym pilotem, który uzyskał 250 zwycięstw, z czego 194 w samym tylko 1943, co przyniosło mu odznaczenie Krzyżem Rycerskim Krzyża Żelaznego z Liśćmi Dębu, Mieczami i Brylantami 19 października 1943. Z powodów propagandowych otrzymał rozkaz wycofania się z czynnej służby.
Przywrócony do służby frontowej we wrześniu 1944, uczestniczył w testach i opracowywał taktykę walki dla myśliwca odrzutowego Me 262. Uzyskał na nim trzy zestrzelenia, zanim rozbił się w następstwie walki, jaką stoczył z myśliwcami United States Army Air Forces (USAAF) 8 listopada 1944. Po jego śmierci pierwszy bojowy dywizjon myśliwców odrzutowych, Jagdgeschwader 7, nazwano na jego cześć „Nowotny”.

## Młodość
Walter Nowotny urodził się w Gmünd, niewielkim miasteczku w Dolnej Austrii. Ojciec, Rudolf Nowotny, był urzędnikiem kolejowym; dwaj bracia – Rudolf i Hubert – zostali oficerami Wehrmachtu. Hubert Nowotny poległ w bitwie stalingradzkiej. W latach 1925–1935 jego rodzina mieszkała w Schwarzenau, do momentu, gdy ojca przeniesiono do Mistelbach an der Zaya, położonego na północ od Wiednia. Walter uczęszczał do szkoły podstawowej (Volksschule) w Schwarzenau zanim zdał do szkoły realnej (Bundesoberrealschule) w Waidhofen an der Thaya. Przez te lata śpiewał także w chórze zakonu cystersów w Zwettl.
Z uwagi na przenosiny ojca, Nowotny zmienił szkołę na gimnazjum (Oberschule) w Laa an der Thaya, gdzie zdał maturę w maju 1938. Jako nastolatek interesował się wieloma dyscyplinami sportu. W 1935 grał w szkolnej reprezentacji piłki nożnej w Waidhofen i w 1937 zajął pierwsze miejsce w zawodach w rzucie oszczepem oraz trzecie miejsce w biegu na 1000 m podczas lekkoatletycznych mistrzostw Dolnej Austrii. Wstąpił do NSDAP w 1938 , dla uniknięcia obowiązkowej służby w Reichsarbeitsdienst zaciągnął się 1 października 1939 roku do Luftwaffe.

## Służba w Luftwaffe
Podstawowe szkolenie wojskowe rozpoczął w 2. Flieger-Ausbildungsregiment 62 w Quedlinburgu (1 października 1939 – 15 listopada 1940) oraz kontynuował je w Luftkriegschule 5 w dzielnicy Wrocławia Strachowicach (16 listopada 1939 – 30 czerwca 1940). Awansował na stopień starszego szeregowca-podchorążego 1 marca 1940, a miesiąc później, 1 kwietnia, na podoficera-podchorążego. 1 lipca 1940, po raz kolejny awansował, tym razem na stopień chorążego. Ukończył szkolenie pilotów i otrzymał odznakę pilota 19 sierpnia 1940. Nowotny szkolił się także na pilota myśliwskiego w Jagdfliegerschule 5 w Wiedniu (1 sierpnia 1940 – 15 listopada 1940), tej samej szkole, do której rok wcześniej uczęszczał Hans-Joachim Marseille. Tam Nowotny zaprzyjaźnił się z Karlem Schnörrerem oraz Paulem Gallandem, młodszym bratem Adolfa Gallanda. Paul Galland zgłosił 17 zwycięstw, gdy wchodził w skład Jagdgeschwader 26 (JG 26) w bitwie o Anglię, lecz 31 października 1942 roku został zestrzelony i zginął w walce z pilotem Spitfire’a RAF-u. Po ukończeniu Jagdfliegerschule 5, Nowotnego przydzielono 16 listopada 1940 do I Myśliwskiej Grupy Zapasowej (niem. Ergänzungs-Jagdgruppe) w Merseburgu, która miała zapewniać osłonę lotniczą zakładów przemysłowych w Leunie.

### Jagdgeschwader 54

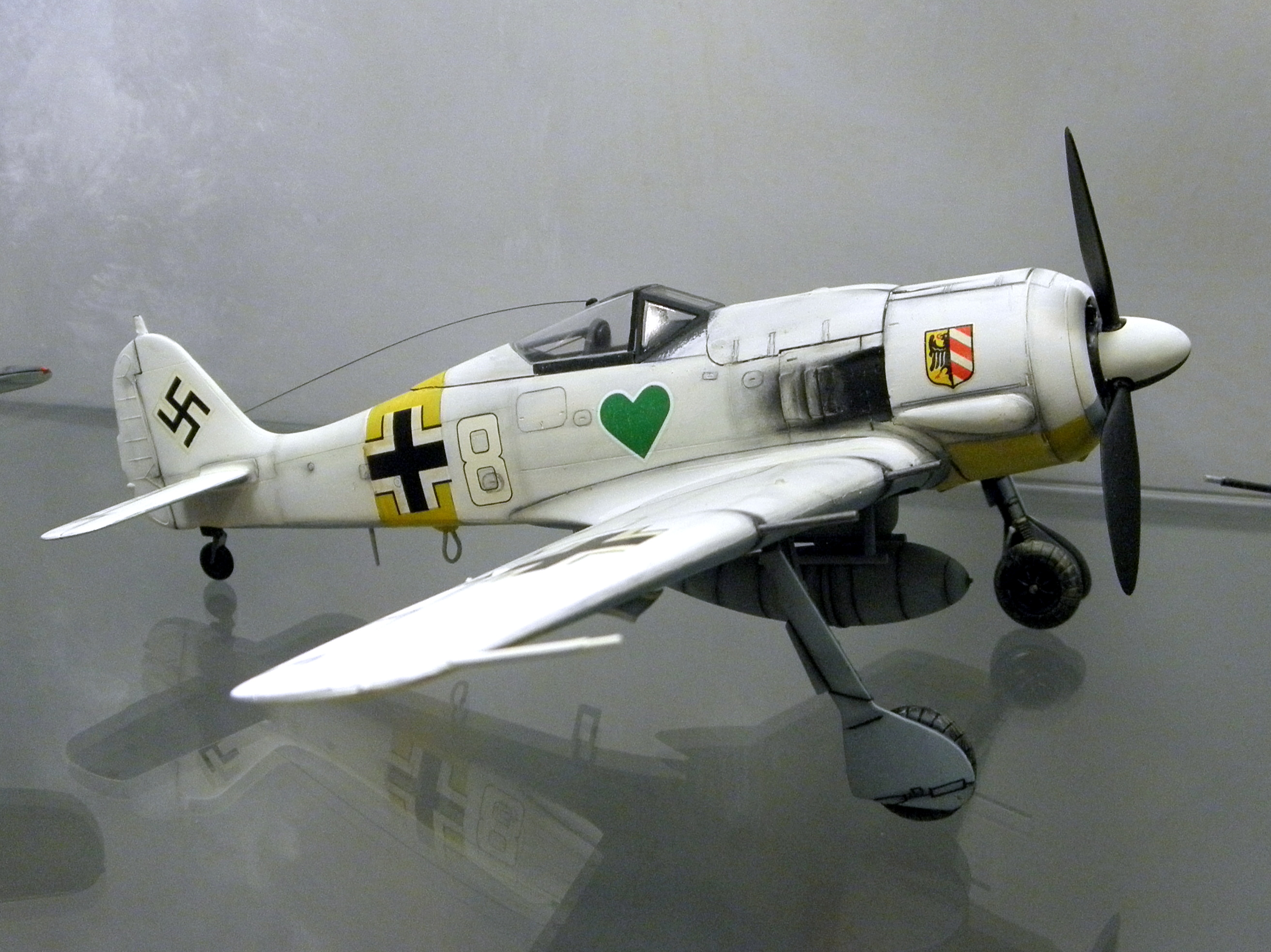
Focke-Wulf Fw 190A-4 JG 54.

1 grudnia 1940 Nowotnego przydzielono do Klucza Zapasowego (niem. Ergänzungs-Staffel) Jagdgeschwader 54 (JG 54). W owym czasie JG 54 dowodził major Hannes Trautloft. Nowotnemu po raz kolejny zmieniono przydział, tym razem wysłano go do 9 Eskadry JG 54 (9/JG 54), tak zwanej Teufelsstaffel (Diabelskiej eskadry), gdzie kontynuował trening pod okiem frontowych weteranów (23 lutego 1941 – 25 marca 1941). Od 25 marca 1941 do 10 marca 1942 latał w Grupie Zapasowej JG 54, gdzie 1 kwietnia 1941 roku dosłużył się stopnia podporucznika, ze starszeństwem od 1 lutego 1941.
19 lipca 1941 roku, nad Saremą, podczas 24. lotu bojowego na samolocie Messerschmitt Bf 109 E-7 odniósł pierwsze zwycięstwo, zestrzeliwując dwa dwupłatowce Polikarpow I-153 radzieckich Wojskowych Sił Powietrznych. Zaraz potem sam został zestrzelony przez Aleksandra Awdiejewa, również pilotującego I-153. Według rosyjskich archiwów żaden sowiecki samolot nie został zestrzelony podczas tego starcia. Nowotny spędził trzy dni w pneumatycznej łodzi ratunkowej na Zatoce Ryskiej, w pewnym momencie ledwo unikając staranowania przez sowiecki niszczyciel, zanim w końcu morze wyrzuciło go na łotewski brzeg.
Przez resztę swojej kariery wojskowej przesądny pilot zawsze miał na sobie spodnie (niem. Abschusshose, dosłownie „zestrzelone spodnie”, czasem tłumaczone też jako „zwycięskie spodnie”), które miał na sobie przez te trzy dni spędzone w Zatoce Ryskiej, z jednym wyjątkiem – nie miał ich na sobie podczas ostatniego lotu nad Achmer 8 listopada 1944 roku. Nowotny szybko doszedł do siebie po tym wodowaniu i już 31 lipca zgłosił zestrzelenie łodzi latającej MBR-2 na północny zachód od wyspy Sarema oraz bombowca DB-3 na południe od niej.
W 1942 Nowotny powiększył swój dorobek zwycięstw, 30. i 31. zgłosił 11 lipca nad przyczółkiem na moście w Wołchowie, za co 14 lipca 1942 otrzymał Puchar Honorowy Luftwaffe. 20 lipca w ciągu jednego dnia zestrzelił kolejne 5 samolotów (zwycięstwa 32-36) oraz siedem (48-54) 2 sierpnia. Po zestrzeleniu następnych trzech wrogich samolotów 11 sierpnia, podporucznik Nowotny wykonał trzy triumfalne przeloty nad lotniskiem pomimo uszkodzeń swojej maszyny. Gdy następnie podjął próbę lądowania, samolot przekoziołkował po pasie, a pilot odniósł niegroźne obrażenia. W uznaniu zasług Nowotnego nagrodzono Krzyżem Rycerskim Krzyża Żelaznego 4 września, po osiągnięciu 56 zwycięstw. Mógł także udać się na urlop do domu, do Wiednia. Tam po raz ostatni spotkał się ze swoim bratem, Hubertem, który wkrótce zginął pod Stalingradem. Podporucznika Nowotnego mianowano 25 października dowódcą klucza w eskadrze 1/JG 54; zastąpił na tym stanowisku porucznika Heinza Lange.
W styczniu 1943 JG 54 rozpoczęła wdrażanie zwrotnych myśliwców Focke-Wulf Fw 190. Dzięki nowej maszynie Nowotny osiągnął niespotykane do tej pory wyniki: jego tygodniowa średnia zwycięstw przekraczała często dwa zestrzelenia dziennie. 1 lutego 1943 Nowotny, Karl Schnörrer, jego skrzydłowy od końca 1942, a także Anton Döbele i Rudolf Rademacher, utworzyli zespół znany jako Diabelskie Stadko (niem. Teufelskette) lub Rój Nowotnego (Nowotny Schwarm), który zanotował podczas wojny łącznie 524 zwycięstwa, stając się tym samym najskuteczniejszą taką grupą w Luftwaffe.
Zwycięstwa 69-72 Nowotny uzyskał 16 marca, setne zaś 5 czerwca 1943, podczas 344 lotu bojowego. Do 24 czerwca uzbierał kolejne 24, powiększając swój dorobek do 124 zestrzeleń. 21 sierpnia Nowotnego mianowano dowódcą eskadry 1/JG 54. W samym tylko sierpniu strącił 49 wrogich maszyn, zwiększając swój dorobek do 161 zwycięstw i zrównując się tym samym z osiągnięciami Ericha Hartmanna z Jagdgeschwader 52 (JG 52). 1 września w dwóch lotach uzyskał 10 zwycięstw, co podniosło jego wynik do 183. 72 godziny później wynik ten wynosił już 189, co przyniosło mu Krzyż Rycerski Krzyża Żelaznego z Liśćmi Dębowymi, którym został odznaczony 4 września. 22 września odznaczenie to miał wręczyć mu osobiście Adolf Hitler, jednak 8 września Nowotny zdołał już przekroczyć 200 zwycięstw, zaś w tydzień później osiągnął 215, dzięki czemu stał się najskuteczniejszym pilotem Luftwaffe w owym czasie. Zestrzelenie dwóch Ła-5 oraz Jaka-9 17 września podwyższyło wynik do 218 zwycięstw, przynosząc mu odznaczenie Krzyż Rycerski Krzyża Żelaznego z Liśćmi Dębowymi i Mieczami 22 września 1943. Ceremonia wręczenia Liści Dębowych stała się więc ceremonią wręczenia Mieczy.

### Brylanty do Krzyża Rycerskiego
21 września 1943 Nowotnego awansowano do stopnia kapitana; rozkaz ten wszedł w życie 1 października, w dniu jego 225 zwycięstwa. 14 października 1943 stał się pierwszym pilotem, który osiągnął liczbę 250 strąceń, czego dokonał w 442 lotach bojowych. Gdy świętował swój sukces w wileńskim Ria Bar, zadzwonił do niego sam Hitler, oznajmiając mu, że został odznaczony Krzyżem Rycerskim Krzyża Żelaznego z Liśćmi Dębu, Mieczami i Brylantami, co uczyniło zeń ósmego z 27 ludzi uhonorowanych tym odznaczeniem.
Wódz III Rzeszy osobiście wręczył mu Brylanty 19 października 1943 w położonym nieopodal Kętrzyna Wilczym Szańcu. Zanim powrócił do służby na froncie, Nowotny udał się na krótki wypoczynek do Wiednia. 29 października podarował swój Krzyż Rycerski sierżantowi sztabowemu Otto Kittelowi. W następnych dniach Nowotny latał jako skrzydłowy Karla Schnörrera, pomagając mu osiągać dalsze zwycięstwa. 11 listopada Anton Döbele zginął po zderzeniu z kolegą. Następnego dnia Schnörrer odniósł poważne obrażenia po skoku ze spadochronem ze zbyt niskiego pułapu. Schnörrera w roli skrzydłowego Nowotnego zastąpił podoficer Ernst Richter. Z jego pomocą Nowotny odniósł dwa ostatnie zwycięstwa na froncie wschodnim 15 listopada 1943. Łącznie Nowotny, zanim go wycofano z frontu, uzyskał 255 potwierdzonych zestrzeleń oraz dalsze 50 niepotwierdzonych.
Wybitnego pilota wysłano na propagandową podróż po Niemczech, podczas której między innymi wręczono Krzyż Rycerski Wojennego Krzyża Zasługi inżynierowi kolejowemu Augustowi Kindervaterowi 7 grudnia 1943 (w 23. urodziny Nowotnego). Krótko przed świętami Bożego Narodzenia odwiedził fabrykę Focke-Wulfa w Bad Eilsen, gdzie spotkał się z profesorem Kurtem Tankiem. 11 stycznia 1944 roku, burmistrz Wiednia, Hannes Blaschke, nagrodził Nowotnego, który przyjął wyróżnienie niezbyt chętnie, uważając, że na nie nie zasługuje, Honorowym Pierścieniem Wiednia; ceremonia wręczenia odbyła się tydzień później. Odznaczony wrócił jeszcze na krótko do Jagdgeschwader 54, lecz w kwietniu 1944 mianowano go dowódcą dywizjonu Jagdgeschwader 101 (JG 101) oraz komendantem myśliwskiej szkoły treningowej Luftwaffe, położonej w Pau w południowej Francji.

### Kommando Nowotny i śmierć

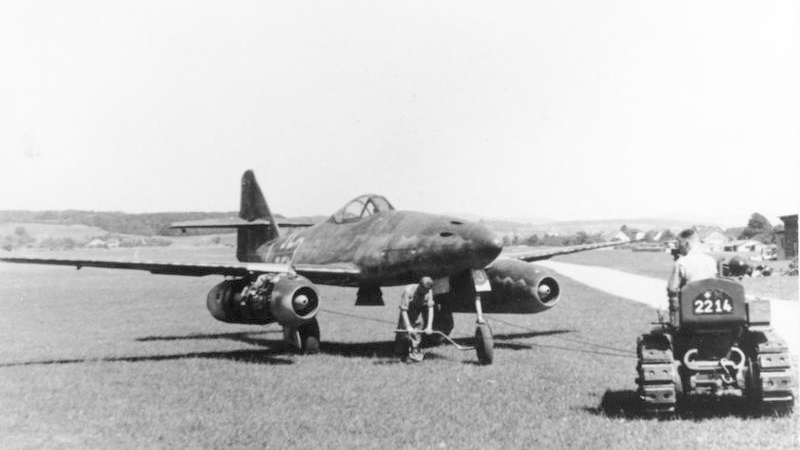
Egzemplarz Me 262 A sfotografowany około 1944

We wrześniu 1944 Nowotnego mianowano dowódcą specjalistycznej jednostki nazwanej Kommando Nowotny, latającej na nowo skonstruowanych odrzutowych Messerschmittach Me 262, operującej z lotnisk w okolicach Osnabrück. Piloci jednostki walczyć musieli nie tylko z wrogiem, lecz także poradzić sobie z procesem wdrażania do służby nowego odrzutowego samolotu oraz opracowywania dlań taktyk.
Generałowie Alfred Keller i Adolf Galland zaplanowali inspekcję w Achmer na popołudnie 7 listopada 1944. Galland już wcześniej kilkakrotnie wizytował Kommando Nowotny i był głęboko zaniepokojony dużymi stratami oraz niewielkimi sukcesami osiąganymi przez Me 262. Po inspekcji na dwóch lotniskach w Achmer i Hesepe, zatrzymał się w koszarach w Penterknapp, aby omówić problemy z kilku ostatnich tygodni. Kilku pilotów otwarcie wyraziło powątpiewanie w gotowość Me 262 do podjęcia misji bojowych.
Następnego ranka, 8 listopada 1944, generałowie ponownie przybyli do dowództwa formacji i Keller oświadczył, że asy z ubiegłych lat stali się tchórzami, a Luftwaffe zatraciła ducha bojowego. Niedługo potem dowództwo Kommanda odebrało wiadomość o zbliżającej się dużej formacji nieprzyjacielskich bombowców. Do startu przygotowano dwie pary Me 262: Ericha Büttnera i Franza Schalla w Hesepe, oraz Nowotnego i Günthera Wegmanna w Achmer. Początkowo jedynie Schall i Wegmann zdołali wystartować, ponieważ Büttnerowi podczas kołowania pękła opona, a silniki samolotu Nowotnego nie chciały się uruchomić. Startując z pewnym opóźnieniem, Nowotny samotnie stawił czoła przeciwnikom, gdyż Schall i Wegmann musieli wycofać się wcześniej z walki z uwagi na odniesione uszkodzenia. Nowotny przez radio poinformował, że zestrzelił bombowiec B-24 Liberator oraz myśliwiec P-51 Mustang, zanim zameldował o awarii jednego z silników i nadał ostatnią, zniekształconą wiadomość zawierającą słowo „płonie”. Helmut Lennartz wspominał później:
„Bardzo dobrze pamiętam śmierć Nowotnego. Sierżant Gossler, operator radia w naszej jednostce, ustawił na lotnisku odbiornik. Wraz z wieloma innymi słuchałem komunikatów nadawanych do i z pokładu samolotu Nowotnego. Jego ostatnie słowa brzmiały „Płonę” lub „Płonie”. Komunikat był nieco zniekształcony”.

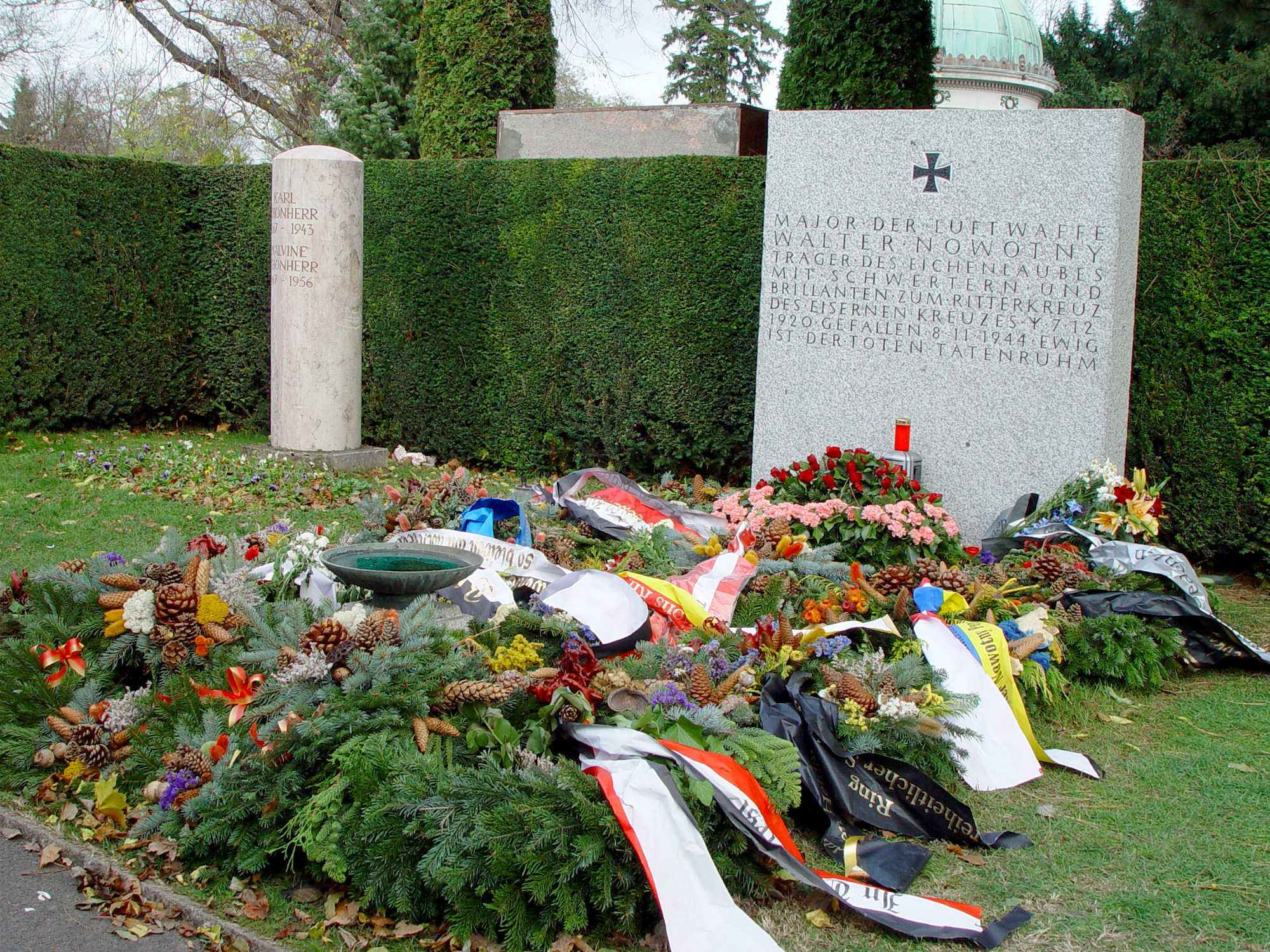
Grobowiec Waltera Nowotnego na Cmentarzu Centralnym w Wiedniu

Pozostaje niewyjaśnionym, czy Nowotny zginął z powodu awarii silnika, czy na skutek zestrzelenia przez pilotów USAAF kapitana Ernesta Fiebelkorna (20th Fighter Group) i porucznika Edwarda „Buddy” Haydona (357th Fighter Group) na wschód od Hesepe. W przeciągu ostatnich lat amerykańscy historycy wojskowości wysunęli hipotezę, jakoby pogromcą Nowotnego miał być pilot P-51D podporucznik Robert W. Stevens z 364th Fighter Group. Wielu świadków obserwowało samolot Nowotnego, Me 262 A-1a Werk Nummer 110 400 (numer seryjny) „Weiss 8", gdy ten, pikując pionowo w dół, wyleciał z chmur i w końcu rozbił się w Epe, 2,5 kilometra na wschód od Hesepe. Wehrmacht podał informację o jego śmierci 9 listopada 1944 w Wehrmachtbericht.
Nowotnemu odprawiono państwowy pogrzeb w Wiedniu. W skład gwardii honorowej wchodzili przyjaciel Karl Schnörrer, pułkownik Gordon Gollob, major Rudolf Schoenert, kapitan Heinz Strüning, major Josef Fözö oraz major Georg Christl. Panegiryk wygłosili General der Jagdflieger Adolf Galland oraz Generaloberst Otto Deßloch. Nowotnego pochowano na Cmentarzu Centralnym w Wiedniu, w grobowcu honorowym ufundowanym przez władze wchodzącego wówczas w dalszym ciągu w skład III Rzeszy miasta.
Po dyskusji w wiedeńskim Landtagu z inicjatywy Austriackiej Partii Zielonych uchwalono, przy poparciu Socjaldemokratów oraz właśnie Zielonych, usunięcie honorowego statusu grobowca w 2003.

## Odznaczenia
- Krzyż Rycerski Krzyża Żelaznego z Liśćmi Dębu, Mieczami i Brylantami
  - Krzyż Rycerski – 4 września 1942[38]
  - Liście Dębu (nr 293) – 4 września 1943[38]
  - Miecze (nr 37) – 22 września 1943[38]
  - Brylanty (nr 8) – 19 października 1943[38]
- Krzyż Niemiecki w Złocie – 21 sierpnia 1942[39]
- Krzyż Żelazny I Klasy[40]
- Krzyż Żelazny II Klasy[40]
- Czarna Odznaka za Rany[40]
- Medal za Kampanię Zimową na Wschodzie 1941/1942[40]
- Złota odznaka pilota frontowego Luftwaffe z liczbą „400” – 17 maja 1942[40]
- Złota odznaka pilota-obserwatora Luftwaffe z Brylantami[40]
- Puchar Honorowy Luftwaffe – 14 lipca 1942[40]
- Pierścień honorowy Wiednia – 11 stycznia 1944[41]
- Wymieniany sześciokrotnie we wspomnieniach imiennych Wehrmachtbericht
- Order Krzyża Wolności I Klasy – Finlandia[40]
- Odznaka Honorowa Suomen ilmavoimat – Finlandia[40]

### Wspomnienia imienne w Wehrmachtbericht
| Data                 | Oryginalna treść komunikatu | Tłumaczenie |
| -------------------- | --- | --- |
| 2 września 1943      | Oberleutnant Nowotny, Führer einer Jagdfliegergruppe, erzielte gestern zehn Luftsiege. | Porucznik Nowotny, dowódca myśliwskiej grupy bojowej, odniósł wczoraj dziesięć zwycięstw powietrznych. |
| 9 września 1943      | Deutsche und rumänische Fliegerverbände unterstützten auch gestern in zahlreichen Einsätzen die Truppen des Heeres. Dabei erzielte Oberleutnant Nowotny, Führer einer Jagdfliegergruppe, seinen 196. bis 200. Luftsieg.                                                                 | Niemieckie oraz rumuńskie siły powietrzne po raz kolejny wspierały żołnierzy wojsk lądowych. Porucznik Nowotny, dowódca myśliwskiej grupy bojowej, osiągnął podczas tych działań zestrzelenia od 196. do 200. |
| 16 września 1943     | Oberleutnant Nowotny, Führer einer Jagdfliegergruppe, schoß in den beiden letzten Tagen an der Ostfront 12 feindliche Flugzeuge ab und errand damit seinen 215. Luftsieg. | Porucznik Nowotny, dowódca myśliwskiej grupy bojowej na froncie wschodnim, zestrzelił w ciągu ostatnich dwóch dni 12 nieprzyjacielskich samolotów i osiągnął swoje 215 zwycięstwo. |
| 10 października 1943 | Hauptmann Nowotny erhöhte durch acht Abschüsse die Zahl seiner Luftsiege auf 231. | Kapitan Nowotny zwiększył swój bilans zwycięstw o kolejne osiem do 231. |
| 15 października 1943 | Hauptmann Nowotny, Gruppenkommandeur in einem Jagdgeschwader, erzielte gestern an der Ostfront den 250. Luftsieg. | Kapitan Nowotny, dowódca myśliwskiej grupy bojowej na froncie wschodnim, odniósł wczoraj swoje 250 zwycięstwo. |
| 9 listopada 1944     | Gruppenkommandeur Major Walter Nowotny, Inhaber der höchsten deutschen Tapferkeitsauszeichnung, fand im Luftkampf nach Abschuß seines Gegners den Heldentod. Mit ihm verliert die deutsche Luftwaffe einen ihrer erfolgreichsten Jagdflieger, der insgesamt 258 Luftsiege errungen hat. | Dowódca myśliwskiej grupy bojowej major Walter Nowotny, wielokrotnie odznaczany najwyższymi odznaczeniami za dzielność, zginął śmiercią bohatera podczas walki powietrznej na skutek zestrzelenia przez swojego przeciwnika. Wraz z jego śmiercią Luftwaffe traci jednego z najlepszych pilotów myśliwskich, który uzyskał 258 zwycięstw powietrznych. |